# Corymbium
Corymbium (L., 1737) è un genere di piante dicotiledoni della famiglia delle Asteraceae, endemico del Sudafrica. Corymbium è anche l'unico genere della tribù Corymbieae Panero & Funk, 2002; e la tribù è l'unica della sottofamiglia Corymbioideae Panero & Funk, 2002.

## Descrizione
Il genere comprende specie erbacee perenni con rizoma fibroso ricoperto da una fitta peluria sericea e foglie alternate, sessili, intere, da lineari-lanceolate a ellittico-oblunghe, più o meno coriacee, glabre o pubescenti, più grandi le basali, via via più piccole le cauline. I fiori, di colore dal bianco al porpora, sono riuniti in infiorescenze corimbose, terminanti con un grosso scapo eretto bratteato, discoidale, a fiore singolo. I frutti sono degli acheni oblunghi e pubescenti con pappo squamoso o setoloso.

## Distribuzione e habitat
L'areale del genere Corymbium è ristretto alla Provincia del Capo Occidentale del Sudafrica. Le diverse specie crescono su substrati sabbiosi, terreni grossolani di origine granitica, suoli argillosi e in alcuni casi anche terreni paludosi, dal livello del mare sino a 1850 m di altitudine.

## Tassonomia
Il genere Corymbium ha avuto nel corso dei secoli una collocazione tassonomica abbastanza controversa.
Assegnato da Linneo alla famiglia delle Asteraceae, fu in seguito attribuito da Cassini alla tribù Vernonieae; tale attribuzione ha resistito per molti anni, nonostante alcune evidenti incongruenze. Bentham, per esempio, notò nel 1873 che la morfologia dell'ovario di Corymbium si discostava nettamente da quello delle altre specie di Vernonieae ed in epoca più recente fu segnalato che anche la struttura del polline presentava significative differenze. Bremer, nel 1994, a seguito di un'analisi cladistica basata su caratteri morfologici, formalizzò la rimozione del genere dalle Vernonieae assegnandolo alla sottofamiglia Cichorioideae, astenendosi tuttavia dall'assegnarlo a una specifica tribù in mancanza di dati univoci. Recenti analisi cladistiche basate su dati molecolari hanno infine dimostrato che il genere ha caratteristiche che lo differenziano da tutte le altre Asteraceae, portando alla sua collocazione in una sottofamiglia a sé stante (Corymbioideae), sister taxon della sottofamiglia Asteroideae.
Il genere comprende 9 specie, tutte endemiche del Sudafrica:
- Corymbium africanum L.
- Corymbium congestum E.Mey ex DC.
- Corymbium elsiae Weitz
- Corymbium enerve Markötter
- Corymbium glabrum L.
- Corymbium laxum Compton
- Corymbium scabrum L.
- Corymbium theileri Markötter
- Corymbium villosum L.f.